# Palazzo Emo alla Maddalena

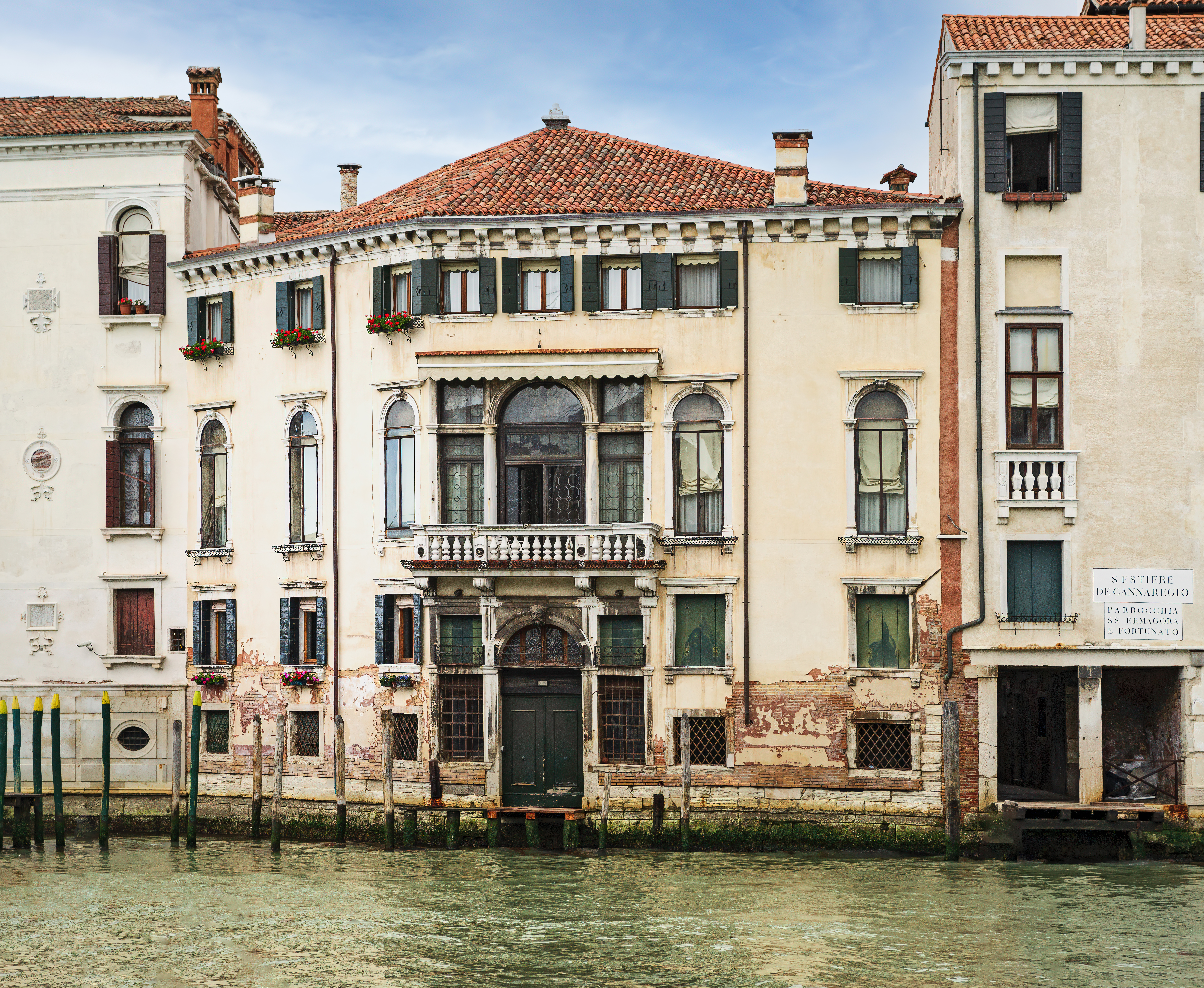
Palazzo Emo alla Maddalena

Palazzo Emo alla Maddalena ist ein Palast in Venedig in der italienischen Region Venetien. Er liegt im Sestiere Cannaregio mit Blick auf den Canal Grande zwischen dem Palazzo Molin Querini und dem Palazzo Soranzo Piovene.

## Geschichte
Der Palast wurde im 17. Jahrhundert erbaut. Dort lebte Angelo Emo (1731–1792), Marineadmiral aus dem Familienzweig Emo di San Simeon Piccolo. Durch die Heirat von Alvise Emo, natürliches Kind von Francesco Emo und Cassandra, geb. Donà, mit Eleonora Rodriguez di Diego im Jahre 1610 hatte der Familienzweig Emo di San Leonardo den Palast erworben. Im Jahre 1616 wurden mit einem Teil des Erbes der Diego Rodriguez das Fährhaus am Canal Grande und einige kleinere Häuser, auch am Traghetto della Maddalena, gekauft. (Vorher gehörte der Palast der Familie Viaro.) Mitte des 18. Jahrhunderts waren die Eigentümer Francesco und Gerolamo Emo „q.“ Alvise, die 1749 beschlossen, nach Vereinbarung die Aufstockung des benachbarten Palazzo Molin Querini abzuschließen.

## Beschreibung
Der Palast zeigt, wie der benachbarte Palazzo Molin Querini, eine zweigeteilte Fassade und daher eine doppelte Orientierung. Diese Anordnung hatte den einzigen Zweck, dem kurvigen Kanalverlauf zu folgen. Die Fassade zeigt einige Anachronismen und scheint das 16. Jahrhundert wieder heraufzubeschwören. Sie erstreckt sich über vier Stockwerke, ein Erdgeschoss, ein Zwischengeschoss, ein Hauptgeschoss und ein Zwischengeschoss unter dem Dach. Die Ausdrucksfähigkeit der Fassade konzentriert sich um eine Gruppe, die das Portal zum Wasser und zwei übereinander liegende venezianische Fenster umfasst. Im Hauptgeschoss gibt es auch Einzelfenster, jeweils zwei rechts und drei links der venezianischen Fenster.